# Mads Strandskov
Mads Christoffersen Strandskov (23. august 1823 i Strandskov ved Stege – 15. marts 1895) var en dansk gårdejer og politiker.
Strandskov var egentlig født Christoffersen, men havde taget navn efter sit fødested, hans forældre var Christoffer Madsen og Ane Kirstine Madsdatter. Han ejede en gård i Hjertebjerg på Møn og vakte først politisk opsigt, da han angiveligt ved en folkefest udtalte, at "ufolkelige Ministre" skulle "slaas ned som snivede Heste". Han benægtede dog, at ordene faldt i den form. Da Venstre i 1873 havde nægtet finanslovens overgang til anden behandling, og Folketinget derefter blev opløst, stillede Strandskov sig som en rasende venstremand imod grev Ludvig Holstein-Ledreborg, som endnu dengang var højremand. Strandskov led dog nederlag. Han hørte til dem, der berusedes af Venstres store valgsejr i 1876, og han troede, at nu var det forjættede land nået. Han blev derfor både skuffet og forbittret, da det viste sig, at Venstre om muligt var længere borte fra politiske resultater end nogensinde, og den provisoriske finanslovs rolige forløb, og navnlig afslutningen den 7. og 8. november 1877 beredte ham en virkelig sorg.
I 1878 kom han imidlertid ind i Landstinget, hvor han optrådte meget mere mådeholdent. Han bevarede mandatet indtil valget 1894.
Han var morfader til redaktøren Mads Strandskov Nøhr (1881-1922) og politikeren Nicoline Winther, idet hans datter Bodil Stine Strandskov (1855-1929) var gift med gårdejer Mads Andersen Nøhr (1851-1936).